# Dicastère pour les évêques
Le Dicastère pour les évêques est celui des 16 dicastères de la Curie romaine qui est compétent en tout ce qui concerne les évêques (nominations, visites ad limina…) et leurs diocèses (création, aménagements…) sauf pour les évêques et les diocèses qui dépendent du dicastère pour les Églises orientales ou du Dicastère pour l'évangélisation des peuples.  Il est ainsi héritier de la Congrégation consistoriale. Son siège est au Palais des Congrégations, 10, place Pie XII, à proximité immédiate de la place Saint-Pierre. En 2013, 25 personnes y travaillent, selon l' Annuario pontificio.

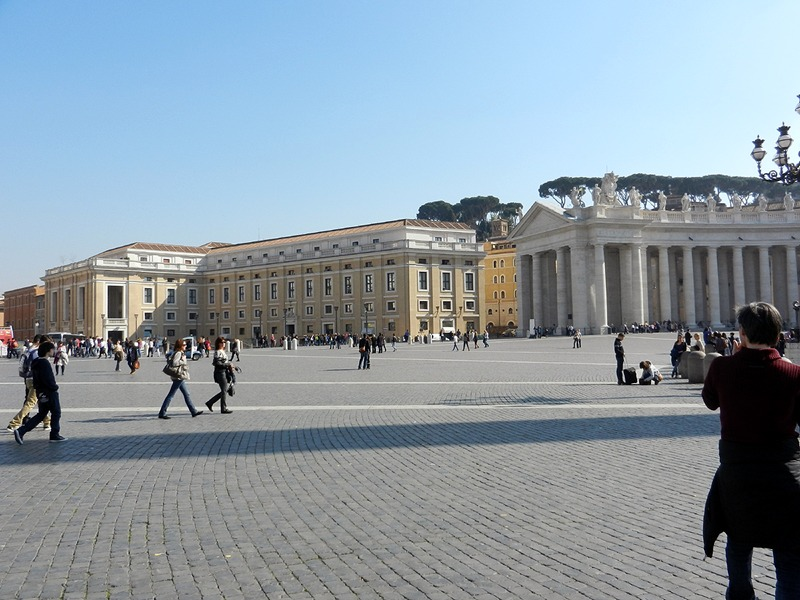
Le siégé du dicastère.

## Historique
Par la Constitution apostolique Immensa æterni Dei du 15 janvier 1588, le pape Sixte V crée des congrégations romaines permanentes. Parmi elles, est fondée la « Congrégation pour l'érection des Églises et les Provisions consistoriales ». Ce nom est ensuite modifié en « Sacrée Congrégation consistoriale ». Les attributions de ce dicastère sont très largement élargies par la Constitution apostolique Sapienti Consilio du 29 juin 1908. Le pape Pie X lui donne alors compétence sur les nominations des évêques, la création de diocèses et de chapitres canoniaux, la surveillance sur le gouvernement des diocèses et sur les séminaires. Le pape devient alors lui-même préfet de cette congrégation.
Par la Constitution apostolique Regimini Ecclesiæ Universæ du 15 août 1967, le pape Paul VI donne à ce dicastère le nom de « Sacrée Congrégation pour les évêques ». La charge de surveillance des séminaires lui est alors retirée au profit de la Congrégation pour l'éducation catholique.
Par la Constitution apostolique Pastor Bonus du 29 juin 1988, le pape Jean-Paul II confirme et précise les compétences de la « Congrégation pour les évêques ».
Le 16 décembre 2013, le pape François recompose les membres de la congrégation mais confirme le cardinal Marc Ouellet dans sa fonction. Le 27 février 2014, il réunit la congrégation pour leur redéfinir les critères de sélection pour choisir les nouveaux évêques. Reprenant la cérémonie de la consécration épiscopale, il rappelle l'attente du peuple de recevoir un nouveau pasteur et non un gestionnaire, et le fait de devoir prendre en compte les attentes spécifiques des églises locales car l'enjeu est « entrer dans la perspective du Christ en tenant compte de la réalité des Églises particulières ». Il demande aux membres que lors de leurs choix pour une nomination, le pape puisse ressentir leur discernement. Leur demandant de quitter leurs propres considérations personnelles, il souhaite que « Les décisions ne peuvent pas être conditionnées par des revendications personnelles ou de quelque groupe dominant. Pour garantir la souveraineté du choix de Dieu, nous devons respecter ce que nous dit notre conscience ainsi que la collégialité ». Concluant en trois points sur sa vision de l'évêque, il souhaite de celui-ci qu'il soit kérygmatique, priant et pasteur.
Le dicastère pour les Évêques était appelé auparavant « Congrégation pour les Évêques » avant la Constitution apostolique sur la curie romaine Praedicate evangelium de 2022.

## Mission
La Congrégation pour les évêques traite de tout ce qui concerne la création, la division, le regroupement, la suppression des diocèses. Elle traite aussi des nominations des évêques y compris des évêques titulaires. Elle veille sur les prélatures personnelles et sur les conférences épiscopales. Enfin, elle organise les visites ad limina que chaque évêque fait tous les cinq ans à Rome.
La Congrégation pour les évêques doit consulter la seconde section de la Secrétairerie d'État dès qu'elle doit entrer en relation avec les gouvernements civils dans le cadre de ses décisions concernant les diocèses ou les évêques.
La Commission pontificale pour l'Amérique latine, qui travaille en étroite liaison avec le Conseil épiscopal latino-américain est rattachée à la Congrégation pour les évêques, son président est le préfet de la Congrégation.

### Procédure de nomination des évêques
Au moins tous les trois ans, les évêques d'une province ecclésiastique établissent une liste de prêtres qu'ils jugent aptes à l'épiscopat. Cette liste est transmise au nonce apostolique. Lorsqu'un évêque doit être nommé, le nonce mène une enquête sur les besoins du diocèse et les candidats possibles. Ensuite, le nonce apostolique envoie à la Congrégation des évêques un rapport reprenant les éléments de son enquête et une liste de trois candidats possibles, la terna. Les membres de la Congrégation pour les évêques reçoivent le rapport du nonce concernant le poste à pourvoir deux semaines avant la réunion de la congrégation. À chaque réunion, deux jeudis par mois d'octobre à juin, les cardinaux ont à examiner quatre à cinq dossiers. Ils donnent leur avis sur le dossier qui est présenté par un cardinal choisi par le sous-secrétaire de la Congrégation pour présenter le dossier, ce cardinal est nommé ponente. Enfin, le préfet de la Congrégation présente ses propres recommandations, le rapport de la réunion de la Congrégation pour les évêques et le rapport du nonce au pape, au cours d'une audience qui se tient généralement le samedi. C'est le pape qui choisit finalement le candidat retenu parmi les trois présentés dans la terna.

## Prélats supérieurs et membres

### Préfet
La fonction est vacante depuis l'élection papale de Robert Francis Prevost le 8 mai 2025.
Anciens préfets :
- Niccola Clarelli Parracciani (10 octobre 1860 - 24 avril 1863) ;
- Carlo Confalonieri (15 août 1967 - 25 février 1973) ;
- Sebastiano Baggio (26 février 1973 - 8 avril 1984) ;
- Bernardin Gantin (8 avril 1984 - 25 juin 1998) ;
- Lucas Moreira Neves (25 juin 1998 - 16 septembre 2000) ;
- Giovanni Battista Re (16 septembre 2000 - 30 juin 2010) ;
- Marc Ouellet (30 juin 2010 - 30 janvier 2023) ;
- Robert Francis Prevost, O.S.A. (30 janvier 2023 - 8 mai 2025, élu pape sous le nom de Léon XIV).

### Secrétaire
Le secrétaire de la Congrégation est aussi traditionnellement secrétaire du Collège des cardinaux, ce qui fait de lui le secrétaire du conclave comme défini dans la constitution apostolique Universi Dominici gregis.
Les secrétaires de la congrégation pour les évêques depuis 1967 :
- Ernesto Civardi (17 mai 1967 - 30 juin 1979), secrétaire des conclaves d'août et d'octobre 1978 ;
- Lucas Moreira Neves (15 octobre 1979 - 9 juillet 1987) ;
- Giovanni Battista Re (9 octobre 1987 - 12 décembre 1989) ;
- Justin Francis Rigali (21 décembre 1989 - 25 janvier 1994) ;
- Jorge María Mejía (5 mars 1994 - 7 mars 1998) ;
- Francesco Monterisi (7 mars 1998 - 3 juillet 2009), secrétaire du conclave de 2005 ;
- Manuel Monteiro de Castro (3 juillet 2009 - 5 janvier 2012) ;
- Lorenzo Baldisseri (11 janvier 2012 - 21 septembre 2013), secrétaire du conclave de 2013 ;
- Ilson de Jesus Montanari (depuis le 12 octobre 2013).

### Membres
- Les cardinaux Zenon Grocholewski, Agostino Vallini, Antonio Cañizares Llovera, André Vingt-Trois, Jean-Louis Tauran, Leonardo Sandri, Stanisław Ryłko, Giuseppe Bertello, Giuseppe Versaldi, Francisco Robles Ortega, Donald Wuerl, Rubén Salazar Gómez, Kurt Koch, João Braz de Aviz, Pietro Parolin, Beniamino Stella, Lorenzo Baldisseri, Vincent Nichols, Gualtiero Bassetti, Blase Cupich (depuis le 7 juillet 2016[10]) ;
- Les archevêques et évêques Claudio Maria Celli, José Octavio Ruiz Arenas (es), Felix Genn, et Juan José Omella depuis le 6 novembre 2014 ;
- L'archevêque Giacinto Berloco, nonce apostolique émérite, depuis le 8 mars 2017[11].
- L'archevêque émérite de Paris Michel Aupetit depuis le 22 décembre 2018.
- Le pape François renouvelle largement la composition de ce dicastère en juillet 2022. Il y nomme trois femmes, sœur Yvonne Reungoat, sœur Raffaella Petrini, et une laïque, María Lía Zervino[12]. Il y nomme également les cardinaux et évêques Jean-Marc Aveline, Arthur Roche, Lazarus You Heung-sik, ainsi que l'abbé bénédictin Donato Ogliari[12].